# Ladinština

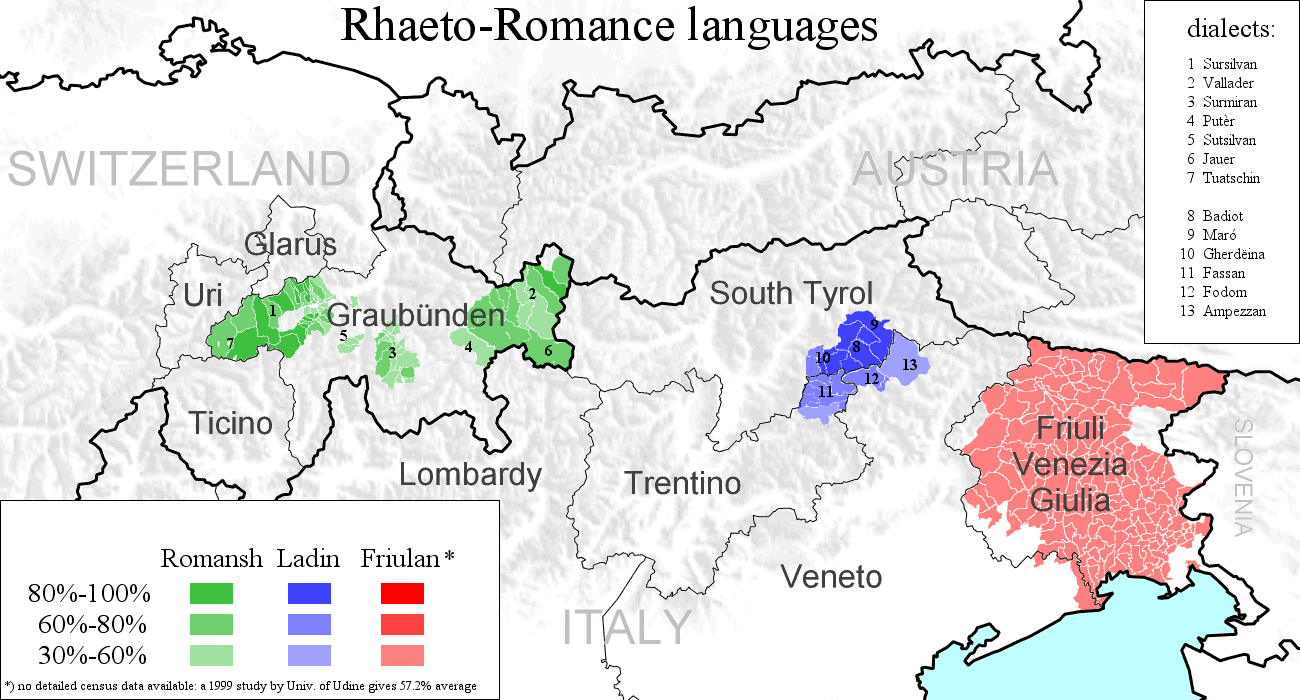
Rétorománské jazyky

Ladinština (ladinsky ladin, italsky ladino, německy Ladinisch) je románský jazyk, jímž se mluví v italských provinciích Bolzano, Trento a Belluno. Název jazyka vznikl zkomolením názvu samotné latiny, z níž jsou odvozeny všechny románské jazyky.
Je těsně spjata s jazyky furlanštinou (oblast Furlanska-Julského Benátska – okolí města Udine) a rétorománštinou (Švýcarsko). Tyto jazyky lze považovat za dialekty téhož jazyka.

## Příklady
| Gardena | Comelico | Val Badia | Agordin | d'Ampezzo | Fascia | Fodom | Col    | Česky |
| ------- | -------- | --------- | ------- | --------- | ------ | ----- | ------ | ----- |
| un      | un       | un        | un      | un        | un     | un    | un     | jeden |
| doi     | doi      | dui       | doi     | doi       | doi    | doi   | doi    | dva   |
| trëi    | tröi     | trëi      | trëi    | tre       | trei   | trei  | trei   | tři   |
| cater   | cuatro   | cater     | cuater  | cuatro    | cater  | cater | cuater | čtyři |
| cinch   | zinche   | cinch     | zinch   | zinche    | cinch  | cinch | zinch  | pět   |
| sies    | siö      | sis       | siei    | sié       | sie    | siech | siei   | šest  |
| set     | sete     | set       | set     | sete      | set    | set   | set    | sedm  |
| ot      | oto      | ot        | ot      | oto       | ot     | vot   | ot     | osm   |
| nuef    | növe     | nü        | nof     | noe       | nef    | nuof  | nuof   | devět |
| diesc   | diös     | diesc     | dies    | diesc     | diesc  | diesc | dies   | deset |

### Otčenáš (modlitba Páně)
| ladinsky (Gardena)   | Pere nost che te ies tl ciel, l sibe santificà ti inuem, l vënie ti rëni, ti ulentà sibe fata, coche tl ciel nsci sun la tiera. Danes ncuei nosc pan da uni di y lascenes do a nosc debitëures coche nëus l lascion do ai nostri debitori, y no nes mené tla tentazion, ma delibrenes dal mel. Amen.                 |
| ladinsky (Comelico)  | Pare nos ch t és su in ziel, al to nome söia bandöto, vögna al to rögno, söia cunpù l to volöi, su la tera com itiziel. Sporde a nöi al pön d ogni dì. Pardona el nostre depte, compagn ch fadon nöi a cöi ch è in depto aped naietre E ne stà lassane zi pericui. ma dlibra nöi dal mal. Amen.                      |
| ladinsky (Val Badia) | Nosc Pere sö al Cil, al sides santifiché to inom, al vëgnes to rëgn, tüa orentè sides fata, sciöche sö al Cil insciö söla tera. Dasse incö nosc pan da vignidé, pordona a nos nüsc pićià. Sciöche nos pordenun a chi che s’à ofenü, y no se menè tla tentaziun, mo delibrëiesse dal mal. Amen.                       |
| ladinsky (Agordin)   | Pare nost che t'es sun ziel, sìe santificà l to inom, vegne l to regn, sìe fata la to volontà, come che n ziel cossita sun tera. Dane encuoi l nost pan d'ogni dì, bonene le noste debite, come che noi le bonon ai nost debitor. E no sta ne menà nte la tentazion, ma delibrene dal mal.                           |
| ladinsky (d'Ampezzo) | Pere nosc che te sos inz'i ziele. See santificà l to gnon. Viene l to rein. See fato l to voré, cemodo sun ziel, coscira sun tera. Dame ancuoi l nosc pan dadagnadì. Aboneme ra nostra debites. Cemodo che nos res abonon ai nostre debitore. E no sta a me menà inze ra tentazion, ma delibereme dal mal.           |
| ladinsky (Fascia)    | Père nosc che te's sun ciel, sie santificà tie inom, vegne tie regn, sie fata tia volontà, tant sun ciel che su la tera. Dane anché nosc pan da vigni dì, e perdona a nos nesc pecé, descheche nos ge perdonon a chi che ne à ofenù, e no lascèr soi te la tentazion, ma lìbrene dal mèl. Amen.                      |
| ladinsky (Fodom)     | Pere nost, che t'es ntel ziel l sebe santifiché tuo inom, l vegne tuo regn siebe fata tua volonté, tánt sun ziel che su la tiera. Dane ncuoi nost pán da vigni di, e perdona nosc picèi coche nos i perdonon a chi che n'à ofendù E no sté a ne mené nte la tentazion, ma delibereiene dal mel. Amen.                |
| ladinsky (Col)       | Pare nost che t'es sun ntel ziel, siebe santificà l tuo inom, che l tuo regn vegne, che l tuo volè siebe fat sa l ziel e incia su la Tara. Dane encuoi nost pan da ogni dì, Perdona i nuos pecati, come che noi i perdonon a chi che n'a ofendù, E no stá a ne mandà nte la tentazion. Ma delíberene da l mal. Amen. |

### Všeobecná deklarace lidských práv
| ladinsky (Gardena)   | Duta la jënt ie nasciuda liedia y à la medema denità y i medemi dërc. I à na mënt y na cuscienza y dëssa cunviver coche fredesc.                                  |
| ladinsky (Comelico)  | Duce cuance i omin nasse libere e conpains zla dignité e zi derite. Löre inà la reson e la cossenzia e dovaraa tnisse duce a une conpagn de frades.               |
| ladinsky (Val Badia) | Dötes les porsones nasc lëdies y cun la medema dignité y i medemi dërć. Ares à na rajun y na cosciënza y mëss s’incuntè öna cun l’atra te n spirit de fraternité. |
| ladinsky (Agordin)   | Tuti i omegn i nas liberi e valif per degnità e derit. I é fornii de reson e cossienza e i avarave da se cegnì un col auter compagn che fradiei.                  |
| ladinsky (d'Ampezzo) | Dute i ome i nasce libere e garie par degnità e derite. I é fornide de ston e coscienza e i aarae da se tienì un co l outro conpain de fardiei.                   |
| ladinsky (Fascia)    | Duc i omegn i nasc lediesc e valives te la dignità e di deric. I á na rejon e na coscienza e i cognessa conviver desche frèdes.                                   |
| ladinsky (Fodom)     | Duta la jent l'é nasciuda libera e l'à la medema degnité e i medemi dërc. I à na rejon e na coscïenza e i assa da convive coche fradiei.                          |
| ladinsky (Col)       | Duta la jent la é nassuda libera e l'à la medema dignità e i medemi deric. La na ment na coscienza e duc i avesse da viva come fradiei.                           |
| česky                | Všichni lidé se rodí svobodní a sobě rovní co do důstojnosti a práv. Jsou nadáni rozumem a svědomím a mají spolu jednat v duchu bratrství.                        |